# Вищевеселе
Вищевесе́ле — село в Україні, у Охтирському районі Сумської області. Площа — 426 га. Населення становить 495 осіб. Село розташоване за 38 км від Великої Писарівки. До 2016 року орган місцевого самоврядування — Вищевеселівська сільська рада, якій також були підпорядковані села Василівка, Рідне, Мирне.

## Географія
Село Вищевеселе розташоване на березі річки Весела, вище за течією на відстані 1 км розташоване село Прокопенкове (Краснокутський район), нижче за течією на відстані 1.5 км розташоване село Веселе.
На річці декілька великих загат.
Поруч проходить автомобільна дорога Т 2106.

## Історія
Село відоме з 1709 року.
1913 року в селі Вищевеселе почалось будівництво церкви за кошти генерала у відставці Воронцова, яка збереглася дотепер. З 1930 року в селі організований сільський клуб, де проходили масові гуляння. З 1931 року відкрилася початкова школа (чотири класи). У роки Другої світової війни воювало 196 жителів села, 107 із них нагороджені орденами і медалями СРСР, 53 віддали своє життя за свободу і незалежність. На честь сталінських солдат селяни села спорудили пам'ятники в селах Вищевеселе та Комсомолець. Постійно пам'ятають жителі про земляка В. Д. Шандибу — Повного кавалера трьох орденів Слави. Після закінчення Другої світової війни розпочали своє функціонування такі установи як фельдшерський пункт, сільська бібліотека, дитячі садки, клуби.
Вищевеселе постраждало внаслідок геноциду українського народу, проведеного урядом СССР 1932—1933 та 1946–1947 роках.
На даний час на території сільської ради є школа І-ІІІ ступеню. До послуг населення — відділення зв'язку, 3 приватні магазини. Є в селі Вищевеселе 25 криниць, але найвідоміша з них — «Панський колодязь».

## Населення

### Мова
Розподіл населення за рідною мовою за даними перепису 2001 року:
| Мова       | Відсоток |
| ---------- | -------- |
| українська | 92,53%   |
| російська  | 7,07%    |
| білоруська | 0,40%    |

## Відомі мешканці
- Москаленко Сергій Сергійович (1977— 2024) — український військовик, учасник російсько-української війни[3].
- Шандиба Володимир Данилович — радянський військовик, у роки Другої світової війни — механік-водій танка 220-ї окремої танкової бригади, старшина. Повний кавалер ордена Слави.